# Deckengemälde im Mathematisch-Physikalischen Salon des Dresdner Zwingers
Die ehemaligen Deckengemälde im Mathematisch-Physikalischen Salon des Dresdner Zwingers wurden von Louis de Silvestre im Jahre 1723 fertiggestellt. Die Fresken zierten bis zur Zerstörung 1945 die Decken des Baus.

## Beschreibung
Nachdem Louis de Silvestre 1715 aus Paris nach Dresden berufen worden war, erhielt er im Jahre 1717 den Auftrag, die Decken auszumalen. 

### Hauptraum
Thema der Fresken war die Geschichte des Apuleius Erzählung Amor und Psyche – ein Thema, das zuvor schon Raffael für das Lusthaus der Villa Farnesina verwendet hatte – mit den entsprechenden Variierungen der Huldigung an August dem Starken. Merkur macht seinen Auftrag bekannt, dass Venus möchte, dass Psyche ergriffen werden soll. Psyche stellt sich nun aber freiwillig. Venus teilt ihr vier unlösbare Aufgaben zu, die Psyche nun lösen soll. Aufgrund zahlreicher Helfer ist Psyche imstande, die ihr gestellte Aufgabe zu lösen. Weiter schaltet sich Amor ein, der Psyche inzwischen verziehen hat, und bittet Jupiter, dem Chaos ein Ende zu bereiten. Jupiter beruft daraufhin eine Götterversammlung ein und macht publik, dass Psyche und Amor heiraten dürfen. Er veranlasst, dass Psyche von Merkur in den Olymp aufgeführt wird, wo er Psyche selbst den Becher reicht, aus dem zu trinken Unsterblichkeit schenkt.
Das Fresko im Hauptraum stellte folgende Hauptgruppen dar. 
1. Jupiter sitzt auf Wolken und hält seinen Kelch hoch, in dem Ganymed den Trank der Unsterblichkeit einschenkt.
2. Neben Jupiter befindet sich Juno mit einem Pfau.
3. Amor begleitet Psyche, die Merkur zum Olymp hinaufträgt.
4. Über dieser Gruppe sitzen Neptun, Diana und Apollo.
5. Auf der linken Seite neben Juno befindet sich Minerva mit Helm und Speer, Ceres auf einem Ährenbündel und Herkules mit seiner Keule.
6. Neben dieser Gruppe (zur Schmalseite orientiert) befindet sich Bacchus mit Gefolge in einem Bachanal.
7. Daneben in der Ecke Kronos als geflügelter Greis.
8. Neben Kronos befindet sich auf Wolken ein geflügelter Genius mit zwei Fackeln, den Amoretten mit Blumengirlanden umspielen.(Bekränzung Amors)
9. Auf der anderen Schmalseite, die Gruppe von Mars und Venus.[2]

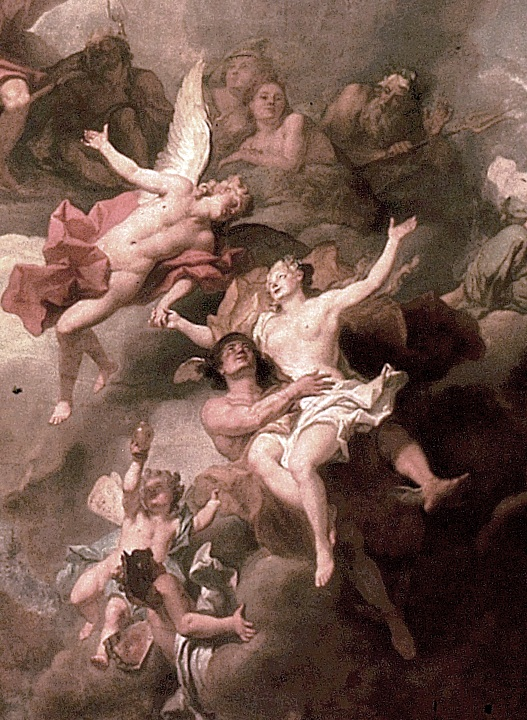
Figurengruppe Merkur, Psyche und Amor (unten) Neptun, Diana und Apollo (oben).
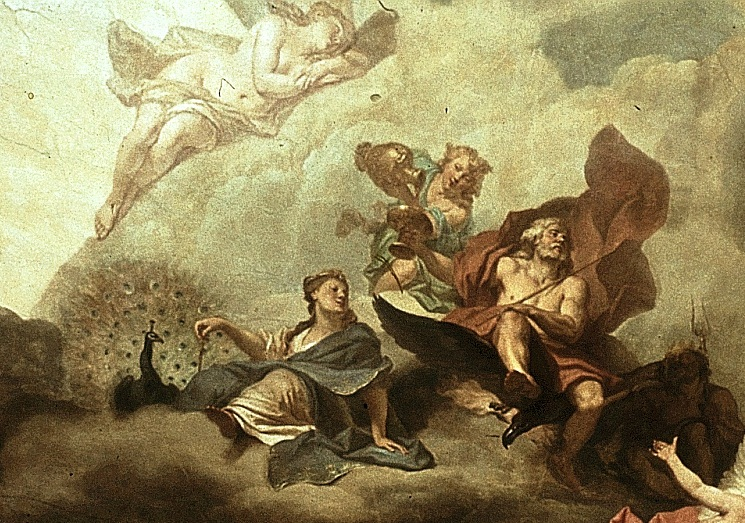
Figurengruppe Juno (mit Pfau), Jupiter (mit Kelch) und Ganymed (mit Krug)
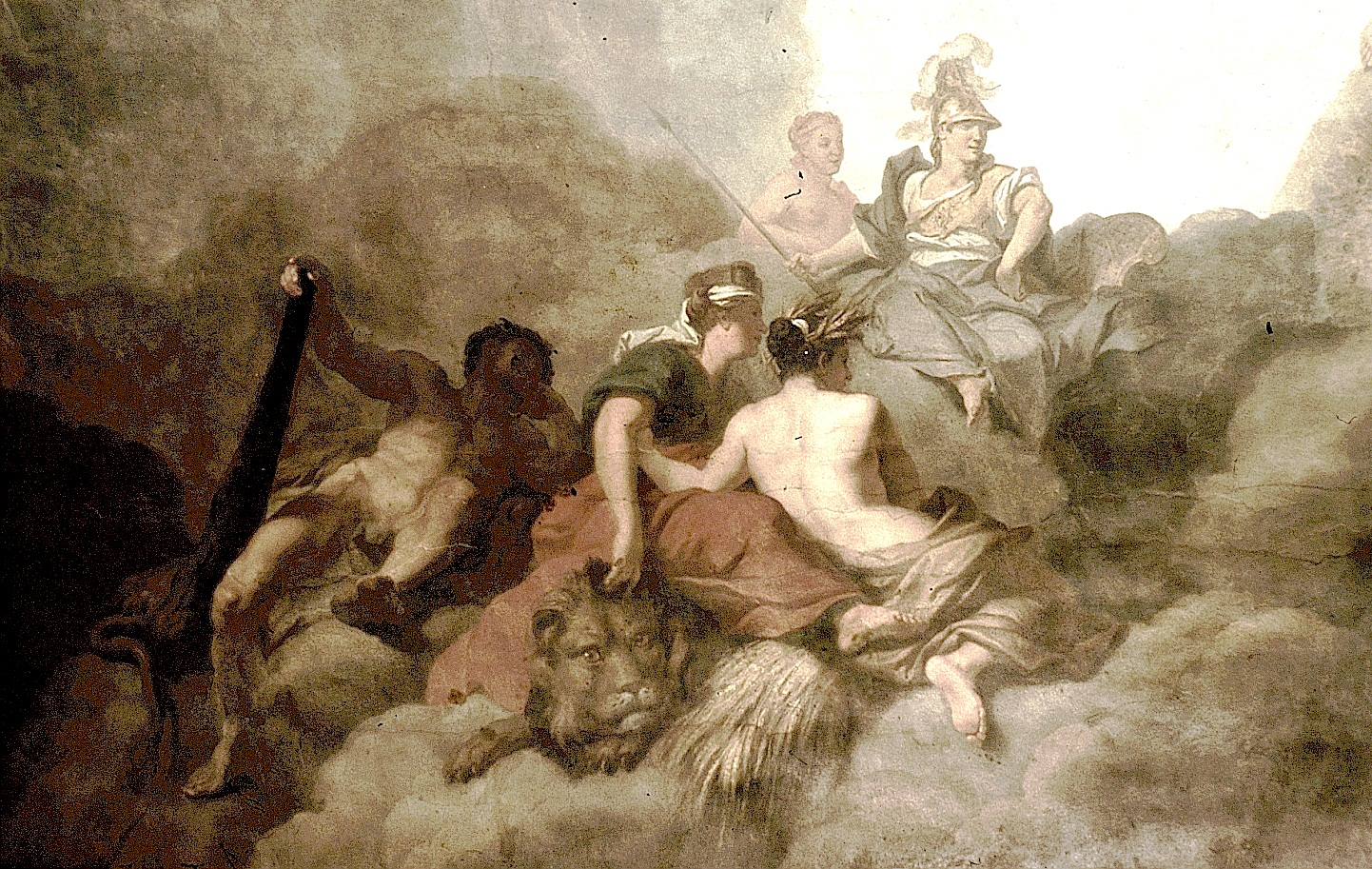
Minerva mit Helm und Speer, Ceres auf einem Ährenbündel und Herkules mit seiner Keule.
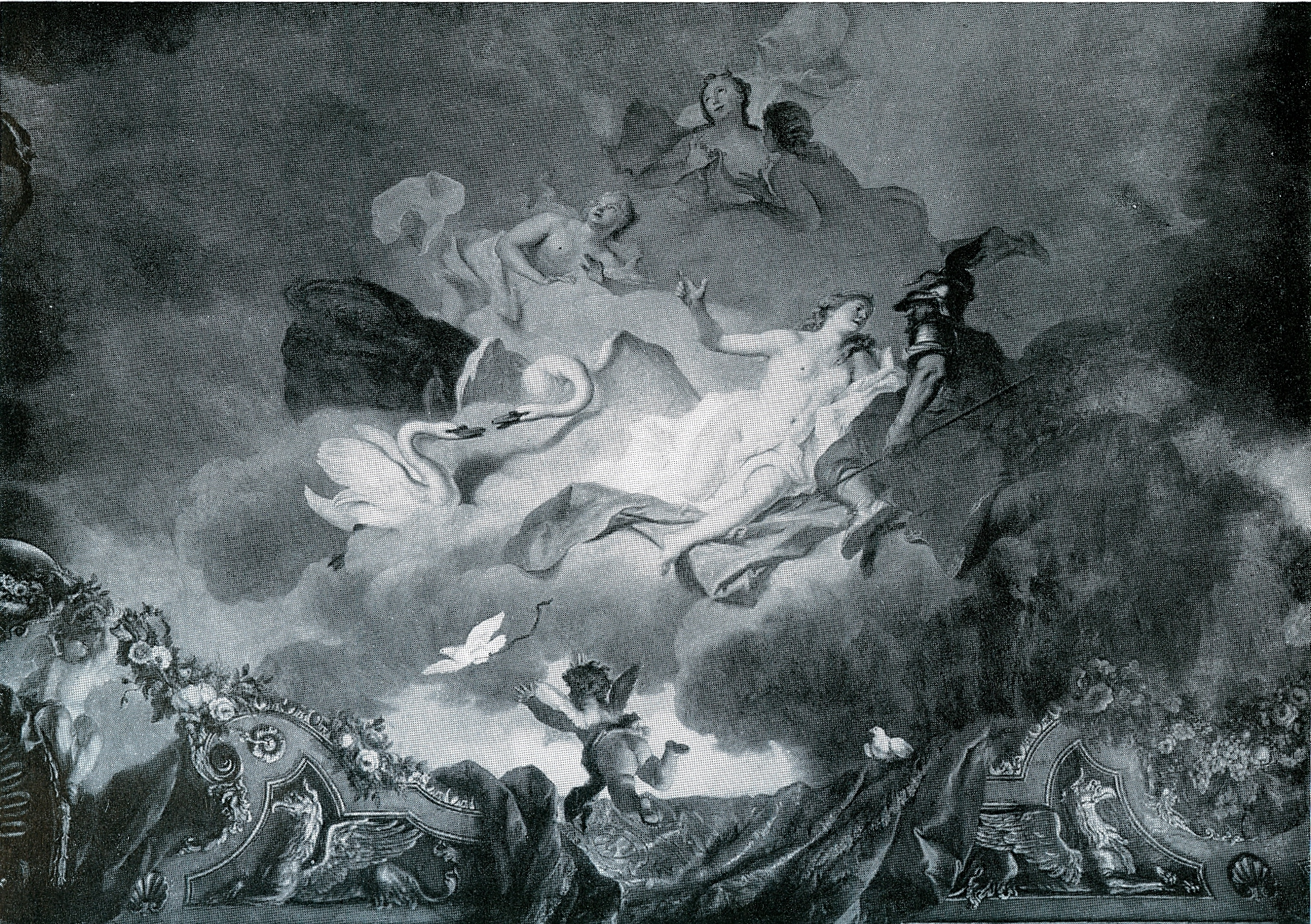
Gruppe von Mars und Venus.
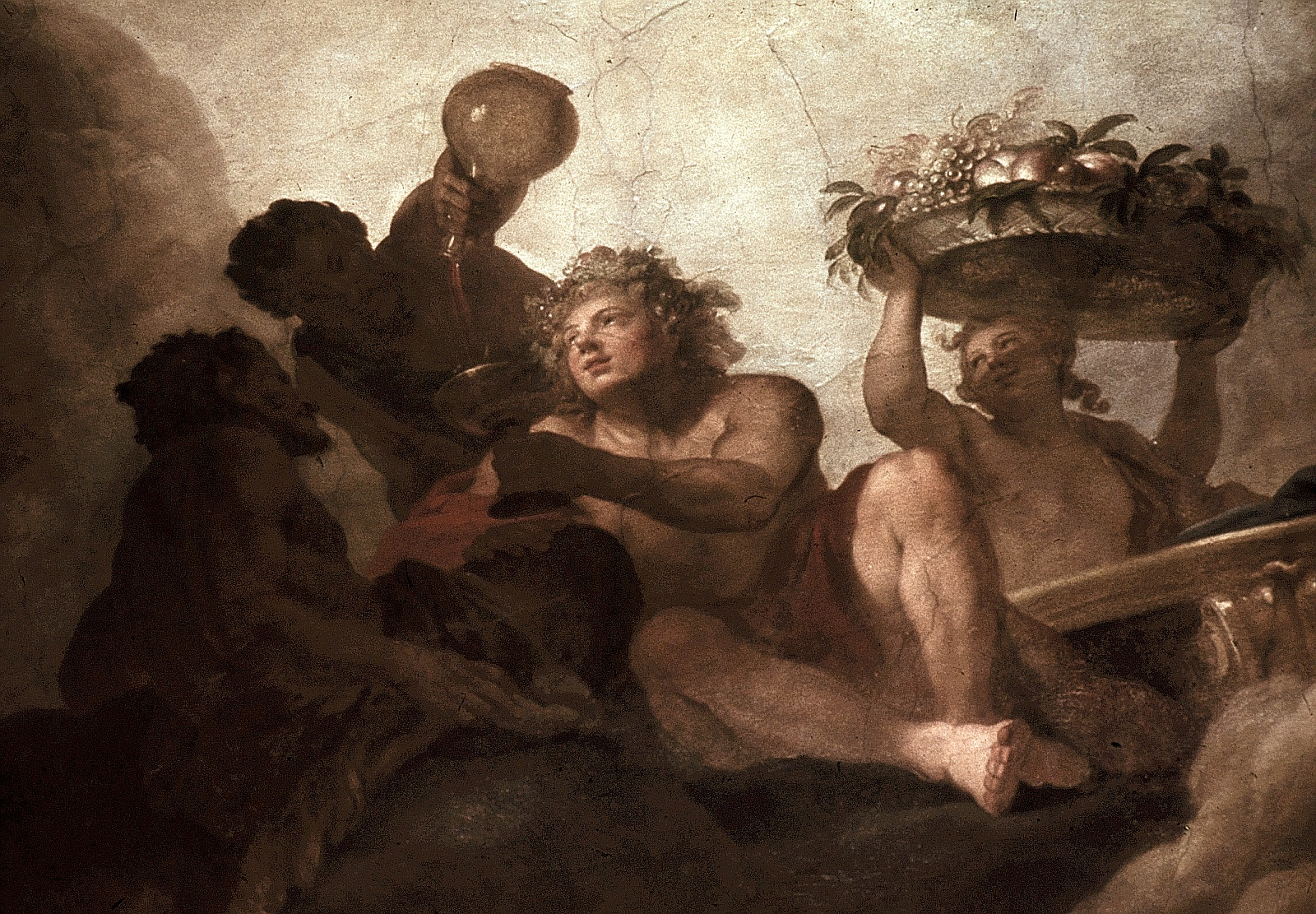
Bachanal
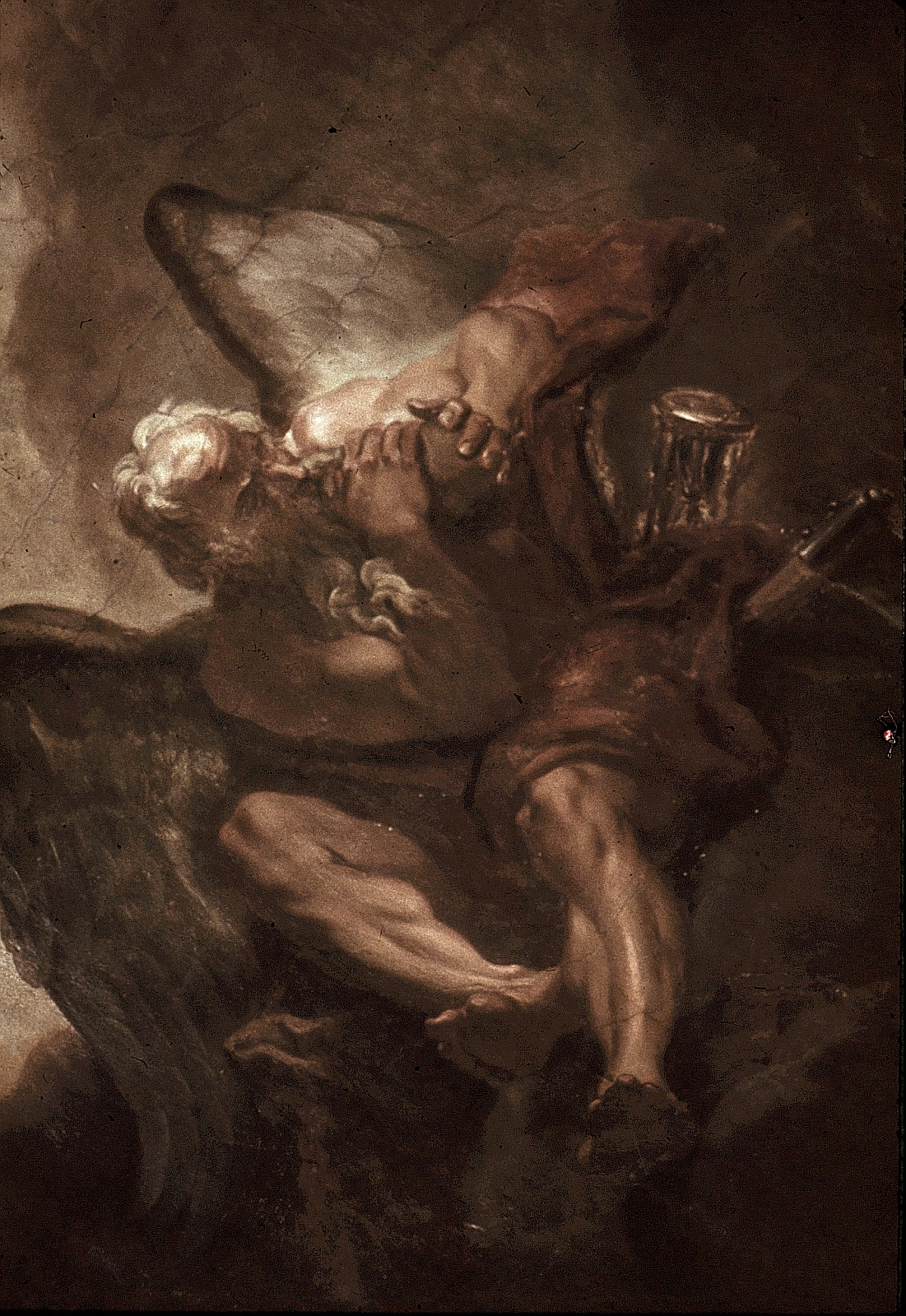
Kronos
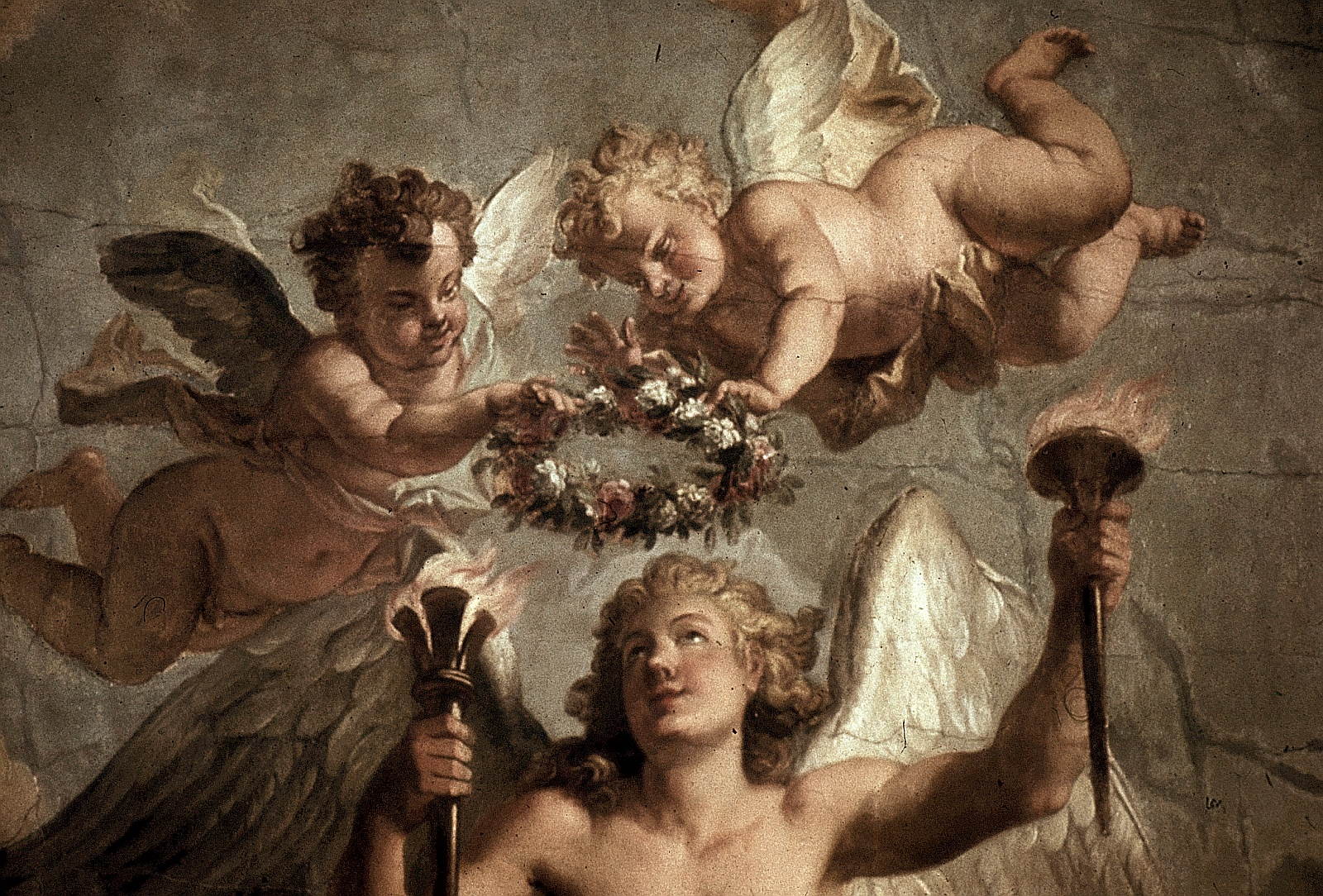
Bekränzung Amors

### Seitenräume
Der südwestliche Seitenraum zeigte folgende vier Szenen: 
1. Psyche auf einem Thron, Amoretten halten ihr einen Spiegel vor. Seitlich dahinter befinden sich ihre beiden neidischen Schwestern.
2. Fama verkündet den Ruhm der Psyche über Himmel und Erde.
3. Ein Opfer an Psyche.
4. In der Mitte des Bildes sitzt Venus auf den Wolken, flankiert von ihrem Wagen, auf dessen Deichsel zwei Tauben sitzen. Venus beauftragt ihren Sohn Amor, Psyche zu bestrafen. Sie zeigt dabei hinunter auf Psyche.[3]

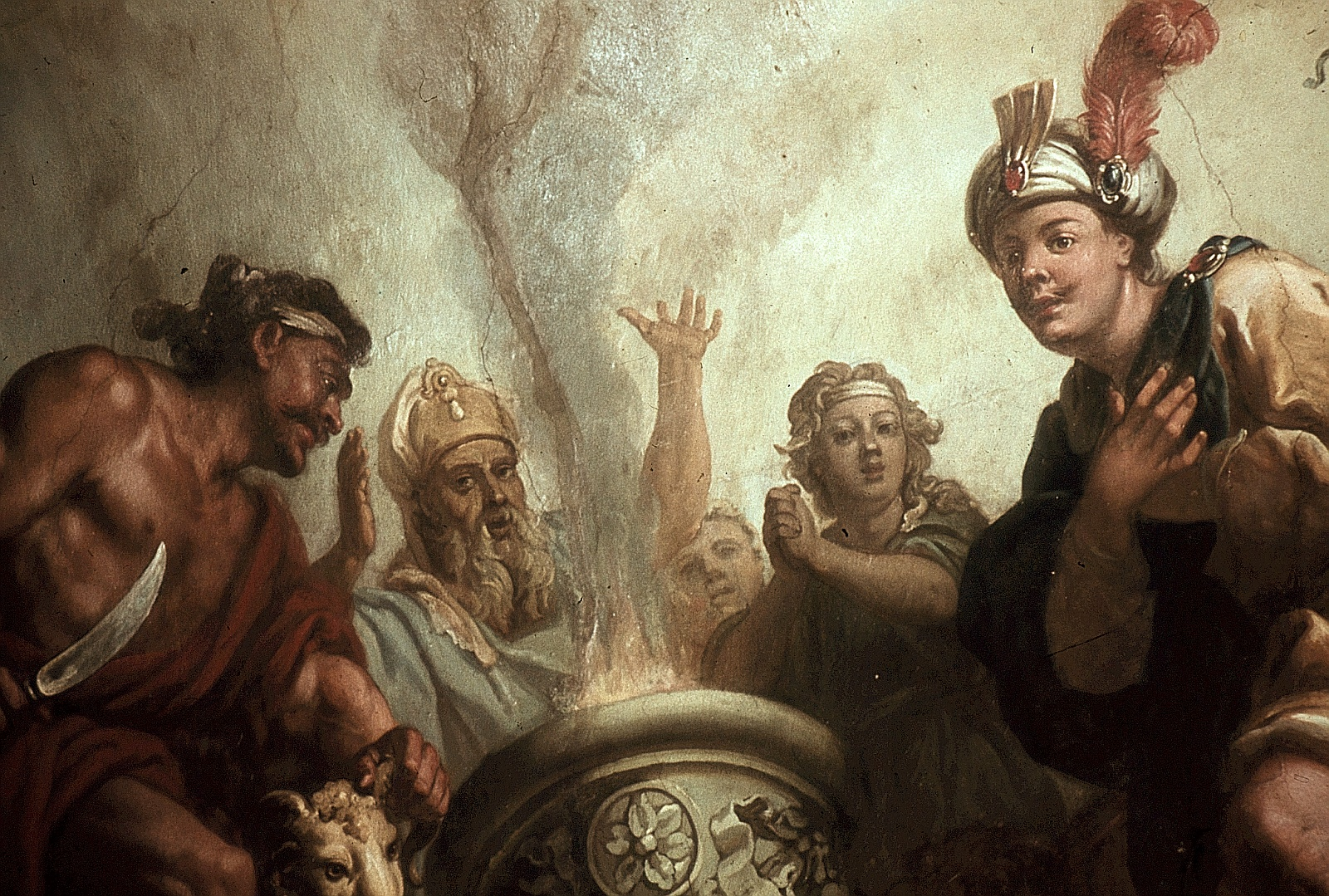
Ein Opfer an Psyche.
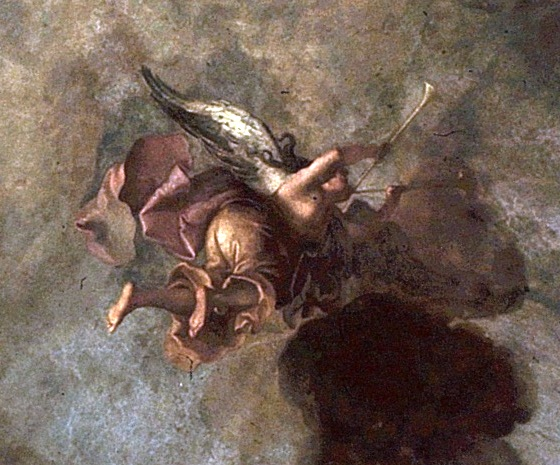
Posaunenblasende Fama verkündet den Ruhm der Psyche über Himmel und Erde.
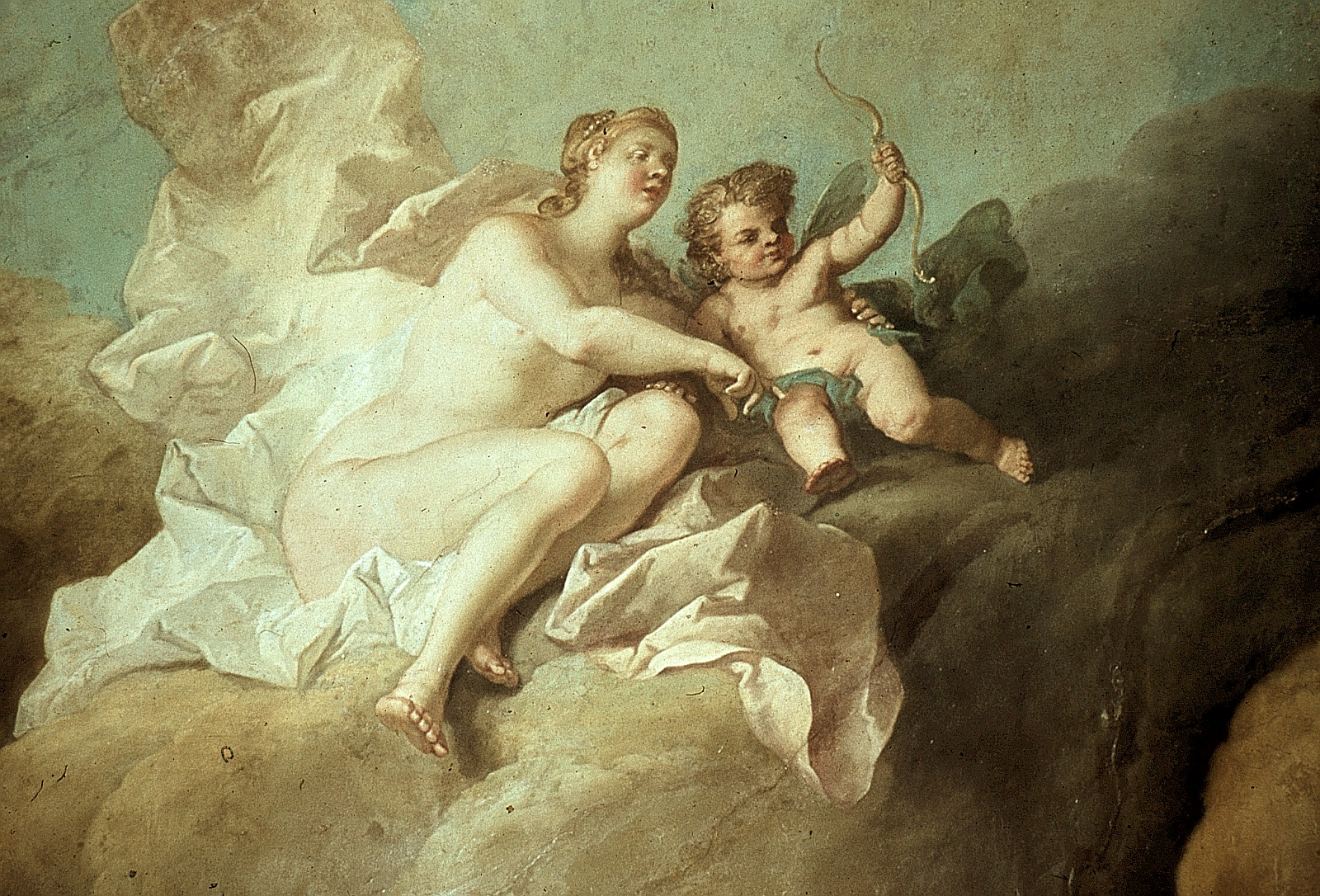
Venus beauftragt ihren Sohn Amor, Psyche zu bestrafen. Venus zeigt dabei hinunter zu Psyche.
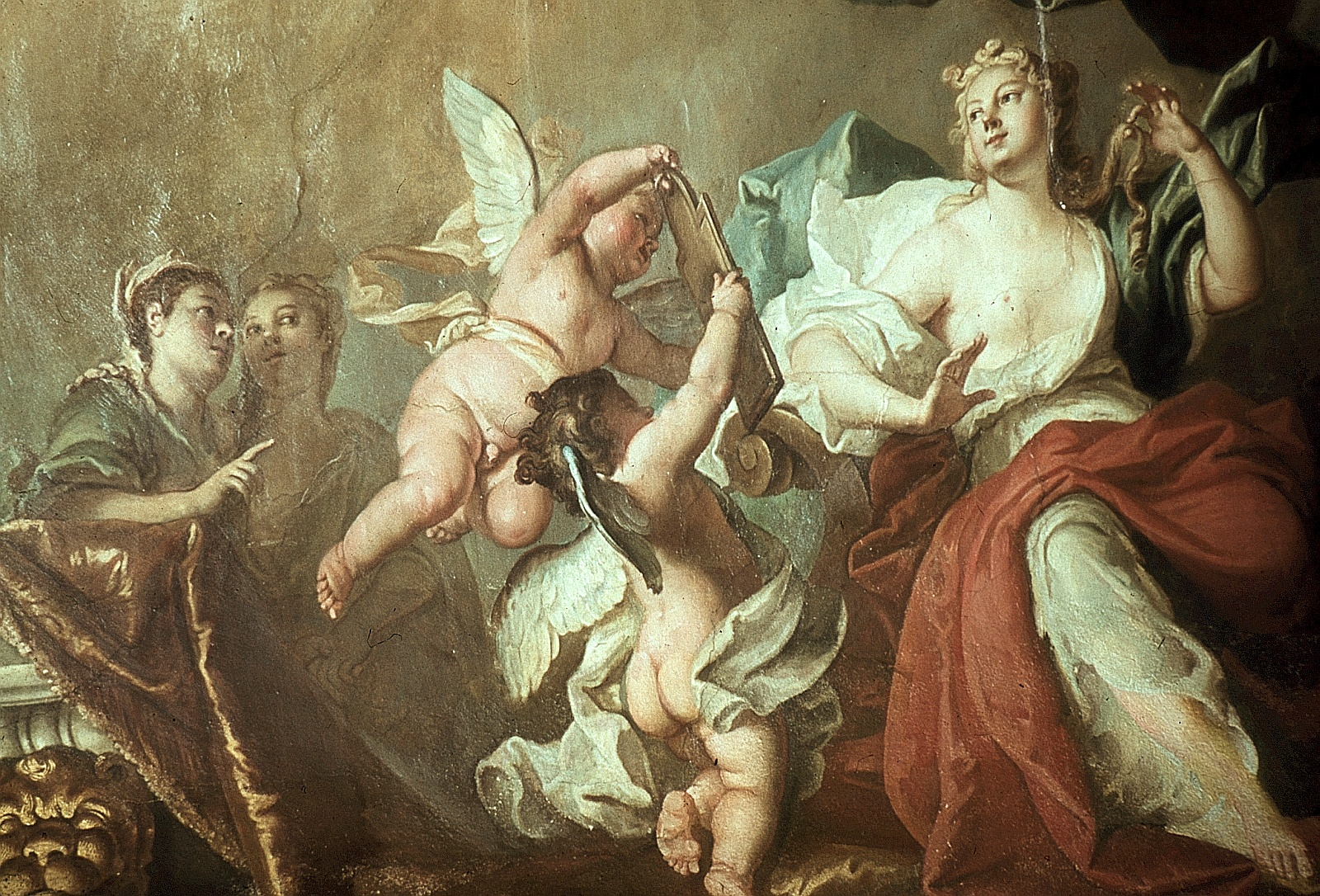
Amoretten halten Psyche bei ihrer Toilette einen Spiegel vor. Seitlich dahinter befinden sich ihre beiden neidischen Schwestern.

Der nordöstliche Nebenraum zeigte folgende vier Szenen: 
1. Venus richtet an Jupiter ein Bittgesuch, bei dem sie die Hilfe Merkurs erfleht. Er soll ihre Nebenbuhlerin Psyche auf der Erde gefangen nehmen. Zwischen Venus und Jupiter befindet sich Amor, der sich ebenfalls bittend an Jupiter wendet, dieser hat sich zwischenzeitlich selbst in Psyche verliebt. Apulejus trennt beide Bittgesuche zeitlich voneinander, während Silvestre beide Szenen zusammenfasst.
2. Zephir, als schlanke jugendliche Figur mit Schmetterlingsflügeln, streut Blumen.
3. Genius, als schlanke jugendliche Figur mit einem Blumenkranz im Haar und einer licht brennenden Fackel in der Hand führt den Reigen von drei Amoretten an.
4. Eris, Göttin der Zwietracht, erscheint mit qualmend brennender Fackel.[4]

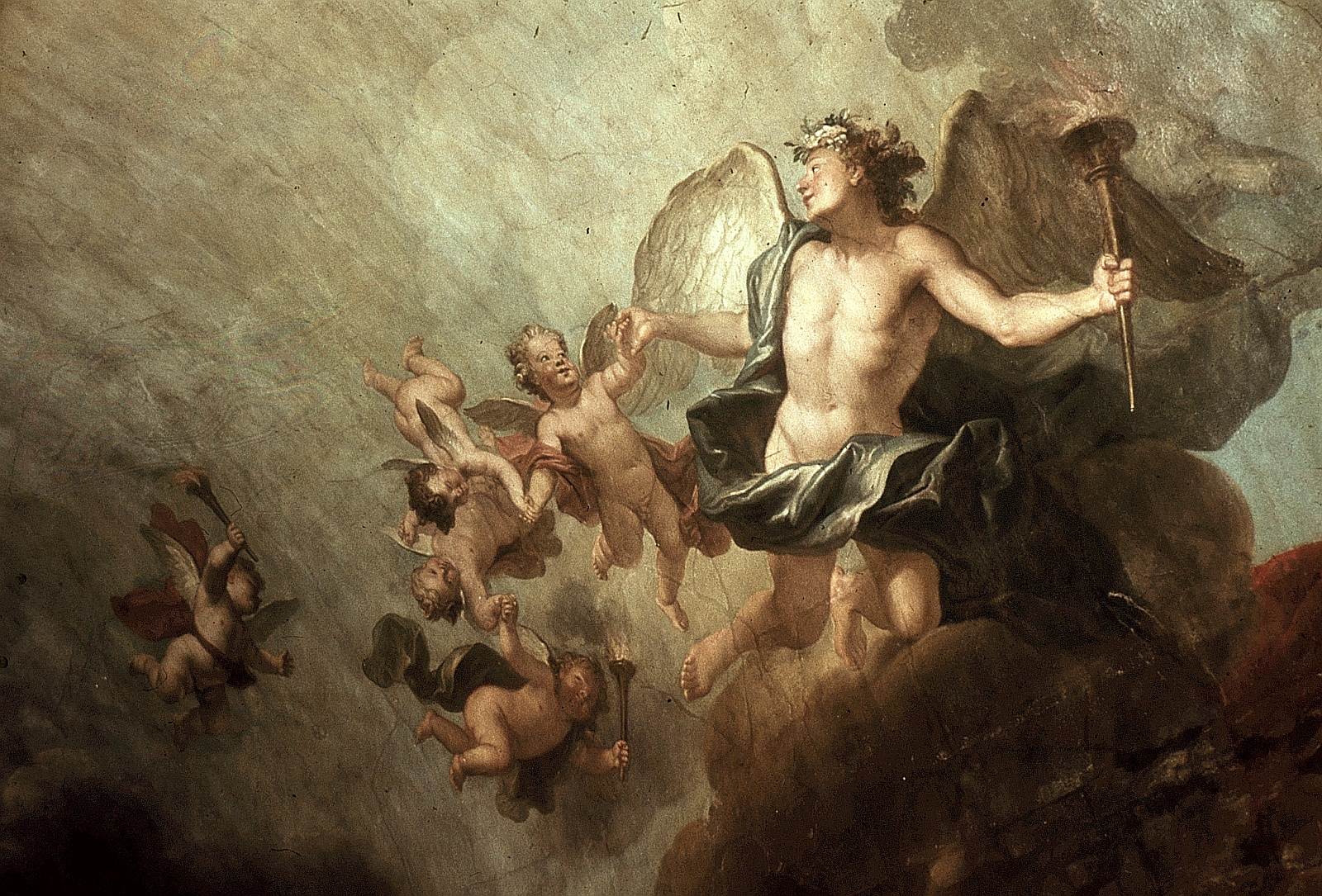
Genius gekrönt mit einem Blumenkranz, hält in der Hand eine licht brennende Fackel in der Hand. Er führt den Reigen von drei Amoretten an.
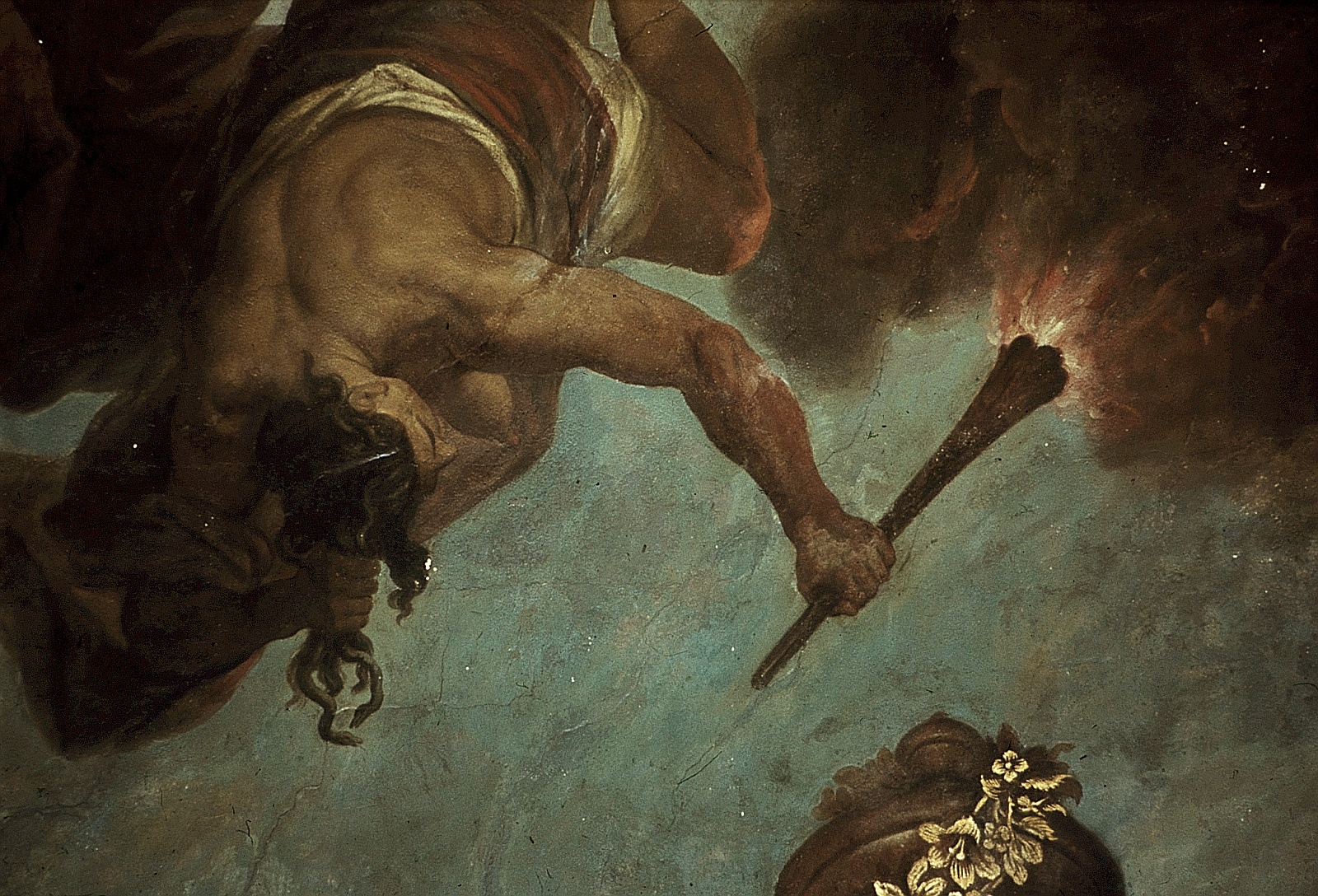
Eris, Göttin der Zwietracht mit qualmend brennender Fackel.
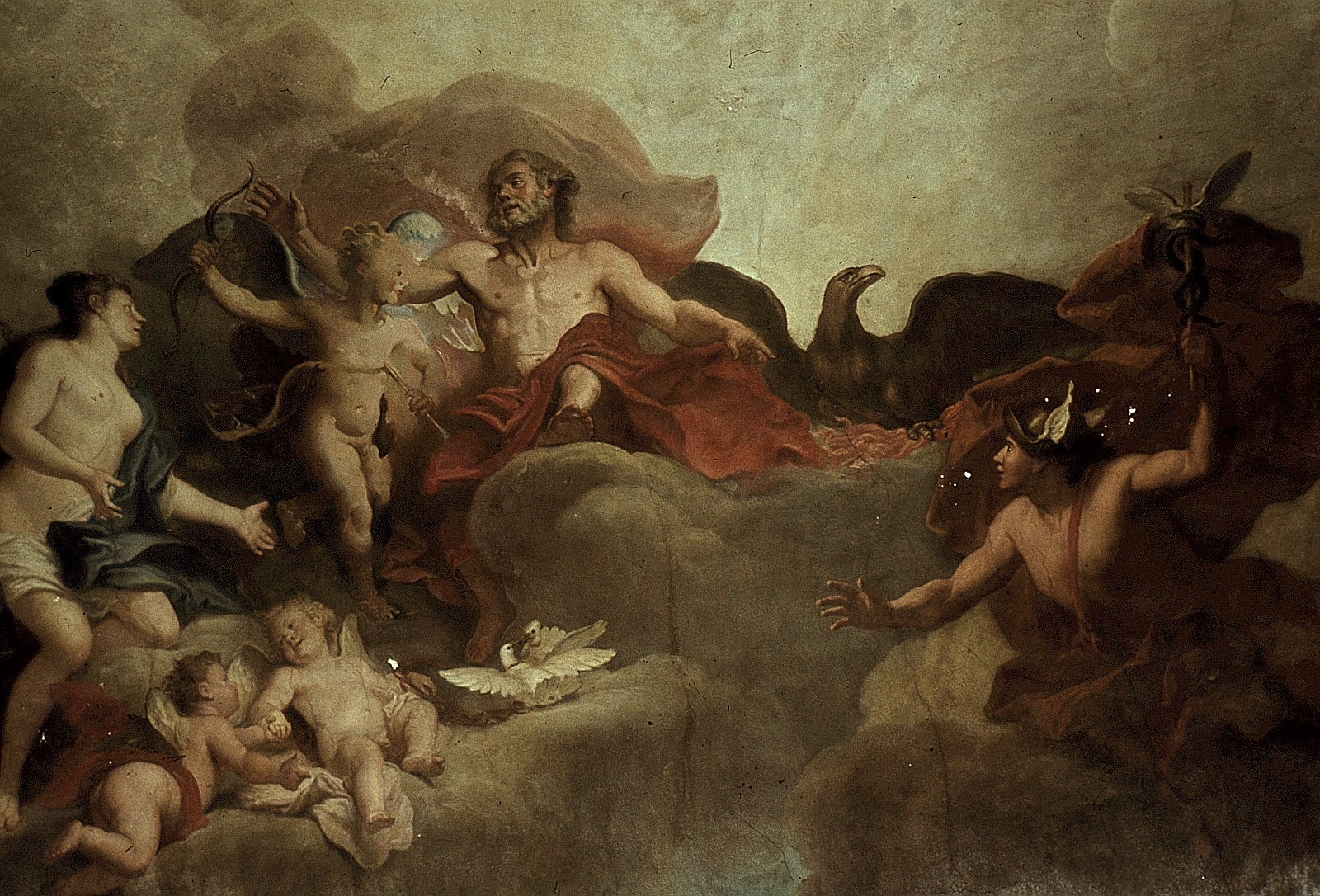
Jupiter, Venus und Merkur
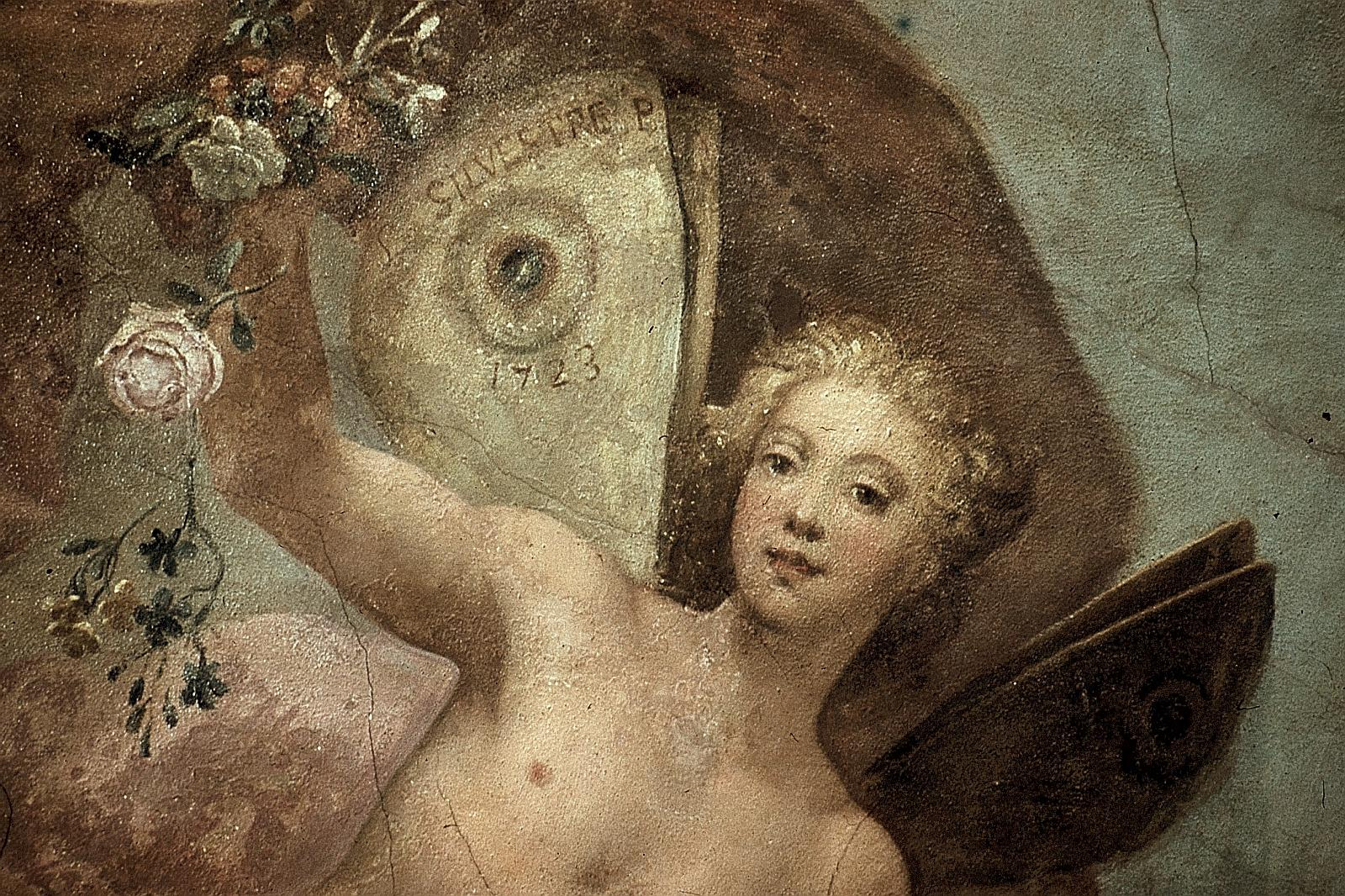
Zephir mit Schmetterlingsflügeln, streut Blumen